# ماجد سرور
ماجد سرور (انگلیسی: Majed Suroor؛ زادهٔ ۱۴ اکتبر ۱۹۹۷) یک بازیکن فوتبال اهل امارات متحده عربی است.